# Équipe d'Italie de football à la Coupe du monde 2006
L'équipe d'Italie de football participe à la Coupe du monde de football 2006 organisée en Allemagne.
L'équipe d'Italie est tête de série du groupe E, dans lequel elle retrouve les équipes du Ghana, des États-Unis et de la Tchéquie. 
Elle affronte ensuite victorieusement l'Australie, l'Ukraine puis l'Allemagne, avant d'être sacrée championne du monde en s'imposant aux tirs au but en finale contre la France.

## Qualifications
| Groupe 5   | Groupe 5    | Groupe 5   | Groupe 5   | Groupe 5   | Groupe 5   | Groupe 5   | Groupe 5   | Groupe 5   | Groupe 5   | Groupe 5    | Groupe 5  | Groupe 5  | Groupe 5  | Groupe 5  | Groupe 5  | Groupe 5  |
| Classement | Classement  | Classement | Classement | Classement | Classement | Classement | Classement | Classement | Classement | Résultats   | Résultats | Résultats | Résultats | Résultats | Résultats | Résultats |
| ---------- | ----------- | ---------- | ---------- | ---------- | ---------- | ---------- | ---------- | ---------- | ---------- | ----------- | --------- | --------- | --------- | --------- | --------- | --------- |
|            | Nation      | Pts        | J          | G          | N          | P          | BP         | BC         | Diff       | Nation      | ITA       | NOR       | ÉCO       | SLO       | BIE       | MOL       |
| 1          | Italie      | 23         | 10         | 7          | 2          | 1          | 17         | 8          | +9         | Italie      |           | 2-1       | 2-0       | 1-0       | 4-3       | 2-1       |
| 2          | Norvège     | 18         | 10         | 5          | 3          | 2          | 12         | 7          | +5         | Norvège     | 0-0       |           | 1-2       | 3-0       | 1-1       | 1-0       |
| 3          | Écosse      | 13         | 10         | 3          | 4          | 3          | 9          | 7          | +2         | Écosse      | 1-1       | 0-1       |           | 0-0       | 0-1       | 2-0       |
| 4          | Slovénie    | 12         | 10         | 3          | 3          | 4          | 10         | 13         | -3         | Slovénie    | 1-0       | 2-3       | 0-3       |           | 1-1       | 3-0       |
| 5          | Biélorussie | 10         | 10         | 2          | 4          | 4          | 12         | 14         | -2         | Biélorussie | 1-4       | 0-1       | 0-0       | 1-1       |           | 4-0       |
| 6          | Moldavie    | 5          | 10         | 1          | 2          | 7          | 5          | 16         | -11        | Moldavie    | 0-1       | 0-0       | 1-1       | 1-2       | 2-0       |           |

## Maillot
Le maillot de l'équipe d'Italie est fourni par l'équipementier Puma.

## Effectifs
Le sélectionneur, Marcello Lippi a retenu vingt-trois joueurs pour le mondial :
| Numéro / Nom | Numéro / Nom         | Club            | Date de naissance | J.              | Buts            |                 |                 |                 |
| Gardiens de but | Gardiens de but      | Gardiens de but | Gardiens de but   | Gardiens de but | Gardiens de but | Gardiens de but | Gardiens de but | Gardiens de but |
| --- | -------------------- | --------------- | ----------------- | --------------- | --------------- | --------------- | --------------- | --------------- |
| 1 | Gianluigi Buffon     | Juventus        | 28.01.1978        | 7               | 0               | 0               | 0               | 0               |
| 12 | Angelo Peruzzi       | Lazio Rome      | 16.02.1970        | 0               | 0               | 0               | 0               | 0               |
| 14 | Marco Amelia         | Livourne Calcio | 02.04.1982        | 0               | 0               | 0               | 0               | 0               |
| Défenseurs |                      |                 |                   |                 |                 |                 |                 |                 |
| 2 | Cristian Zaccardo    | US Palerme      | 21.12.1981        | 3               | 0               | 0               | 0               | 0               |
| 3 | Fabio Grosso         | US Palerme      | 28.11.1977        | 6               | 1               | 1               | 0               | 0               |
| 5 | Fabio Cannavaro Cap. | Juventus        | 13.09.1973        | 7               | 0               | 0               | 0               | 0               |
| 6 | Andrea Barzagli      | US Palerme      | 08.05.1981        | 2               | 0               | 0               | 0               | 0               |
| 13 | Alessandro Nesta     | Milan AC        | 19.03.1976        | 3               | 0               | 0               | 0               | 0               |
| 19 | Gianluca Zambrotta   | Juventus        | 19.02.1977        | 6               | 1               | 2               | 0               | 0               |
| 22 | Massimo Oddo         | Lazio Rome      | 14.06.1976        | 1               | 0               | 0               | 0               | 0               |
| 23 | Marco Materazzi      | Inter Milan     | 19.08.1973        | 4               | 2               | 0               | 0               | 1               |
| Milieux de terrain |                      |                 |                   |                 |                 |                 |                 |                 |
| 4 | Daniele De Rossi     | AS Rome         | 24.07.1983        | 3               | 0               | 1               | 0               | 1               |
| 8 | Gennaro Gattuso      | Milan AC        | 09.01.1978        | 6               | 0               | 2               | 0               | 0               |
| 10 | Francesco Totti      | AS Rome         | 27.09.1976        | 7               | 1               | 0               | 0               | 0               |
| 16 | Mauro Camoranesi     | Juventus        | 04.10.1976        | 5               | 0               | 2               | 0               | 0               |
| 17 | Simone Barone        | US Palerme      | 30.04.1978        | 2               | 0               | 0               | 0               | 0               |
| 20 | Simone Perrotta      | AS Rome         | 17.09.1977        | 7               | 0               | 0               | 0               | 0               |
| 21 | Andrea Pirlo         | Milan AC        | 19.05.1979        | 7               | 1               | 0               | 0               | 0               |
| Attaquants |                      |                 |                   |                 |                 |                 |                 |                 |
| 7 | Alessandro Del Piero | Juventus        | 09.10.1974        | 4               | 1               | 0               | 0               | 0               |
| 9 | Luca Toni            | ACF Fiorentina  | 26.05.1977        | 6               | 2               | 0               | 0               | 0               |
| 11 | Alberto Gilardino    | Milan AC        | 05.07.1982        | 5               | 1               | 0               | 0               | 0               |
| 15 | Vincenzo Iaquinta    | Udinese Calcio  | 21.11.1979        | 4               | 1               | 1               | 0               | 0               |
| 18 | Filippo Inzaghi      | Milan AC        | 09.08.1973        | 1               | 1               | 0               | 0               | 0               |
| Sélectionneur |                      |                 |                   |                 |                 |                 |                 |                 |
| | Marcello Lippi       |                 | 12.04.1948        |                 |                 |                 |                 |                 |
| Réserve Joueurs qui n'ont pas participé au stage d'entraînement mais qui pouvaient faire office de remplaçants jusqu'au 11 juin |                      |                 |                   |                 |                 |                 |                 |                 |
| D | Daniele Bonera       | Parme AC        | 31.05.1981        |                 |                 |                 |                 |                 |
| M | Marco Marchionni     | Parme AC        | 22.07.1980        |                 |                 |                 |                 |                 |
| M | Franco Semioli       | Chievo Vérone   | 20.06.1980        |                 |                 |                 |                 |                 |

## Compétition

### Résumé du parcours
L'Italie passe sans encombre le premier tour en remportant son groupe. Après une première victoire face au Ghana (2-0) elle souffre cependant lors de la deuxième journée dans un match à l'ambiance électrique (expulsion de De Rossi à la 27e minute pour un mauvais geste sur McBride) contre les États-Unis (1-1) (but contre son camp de Zaccardo sur un coup franc de Clint Dempsey pour l'égalisation des Américains). Lors de la dernière journée, dans un match couperet de haut niveau, elle ne laisse aucune chance à la Tchéquie (2-0).
En huitième de finale, l'Italie affronte l'Australie, second du groupe F, contre qui elle est sérieusement mise en difficulté, notamment en seconde mi-temps après l'expulsion à la 50e minute de Marco Materazzi. Alors que la rencontre semble se diriger vers la prolongation, l'Italie, parvient à arracher la victoire (1-0), grâce à un penalty généreux (faute de Neill sur Grosso) transformé par Totti dans les arrêts de jeu (90+5e). Cependant, des médias jugent certes la faute comme involontaire mais maladroite et réelle. En quart de finale elle retrouve l'Ukraine dans un match beaucoup plus facile (3-0). L'Italie est ensuite confrontée en demi-finale au pays hôte, l'Allemagne, dont elle est historiquement la bête noire en Coupe du monde (voir la demi-finale de 1970 et la finale de 1982). Et cela se confirme une fois encore, car dans un match très disputé, les Italiens livrent une magnifique partie et réussissent à s'imposer au bout de la prolongation, en marquant 2 buts dans les deux dernières minutes (2-0).
Le 9 juillet en finale, elle est opposée à l'équipe de France dans un match remake de la finale de l'Euro 2000. Après un début de match délicat avec un penalty contestable sifflé pour la France, elle parvient à égaliser peu après grâce à une tête de Marco Materazzi sur un corner frappé par Pirlo, puis maîtrise le jeu jusqu'à la mi-temps. La suite de la rencontre est en faveur des Français. Gianluigi Buffon réalise une parade décisive sur une tête de Zidane au cours de la prolongation, peu avant l'expulsion de Zinédine Zidane sur un coup de tête volontaire donnée dans le thorax de Materazzi. Cet évènement est le tournant du match, car l'infériorité numérique des Français permet aux Italiens de refaire surface et de tenir le score (1-1) jusqu'à la fin du match. Le titre mondial se joue donc aux tirs au but : l'Italie réussit tous ses tirs alors que la France en rate un par David Trezeguet qui expédie son tir sur la barre transversale, la balle rebondissant juste devant la ligne (5-3 aux tirs au but).
L'équipe d'Italie est alors sacrée championne du monde pour la quatrième fois de son histoire après les victoires de 1934, 1938 et de 1982.

### Premier tour
| Classement du groupe E |            |     |   |   |   |   |    |    |      |
|                        | Équipe     | Pts | J | G | N | P | BP | BC | Diff |
| 1                      | Italie     | 7   | 3 | 2 | 1 | 0 | 5  | 1  | +4   |
| 2                      | Ghana      | 6   | 3 | 2 | 0 | 1 | 4  | 3  | +1   |
| 3                      | Tchéquie   | 3   | 3 | 1 | 0 | 2 | 3  | 4  | -1   |
| 4                      | États-Unis | 1   | 3 | 0 | 1 | 2 | 2  | 6  | -4   |

### Buteurs
| Position | Nom                  | Club           | Nombre de Buts | Nombre de Passes | Nombre de Matchs |
| -------- | -------------------- | -------------- | -------------- | ---------------- | ---------------- |
| 1        | Luca Toni            | ACF Fiorentina | 2              | 0                | 6                |
| 1        | Marco Materazzi      | Inter Milan    | 2              | 0                | 4                |
| 3        | Francesco Totti      | AS Rome        | 1              | 4                | 7                |
| 3        | Gianluca Zambrotta   | Juventus       | 1              | 1                | 6                |
| 3        | Filippo Inzaghi      | Milan AC       | 1              | 0                | 1                |
| 3        | Vincenzo Iaquinta    | Udinese Calcio | 1              | 0                | 5                |
| 3        | Alberto Gilardino    | Milan AC       | 1              | 1                | 5                |
| 3        | Andrea Pirlo         | Milan AC       | 1              | 4                | 7                |
| 3        | Fabio Grosso         | US Palerme     | 1              | 0                | 6                |
| 3        | Alessandro Del Piero | Juventus       | 1              | 0                | 5                |